# بریلینت (اوهایو)

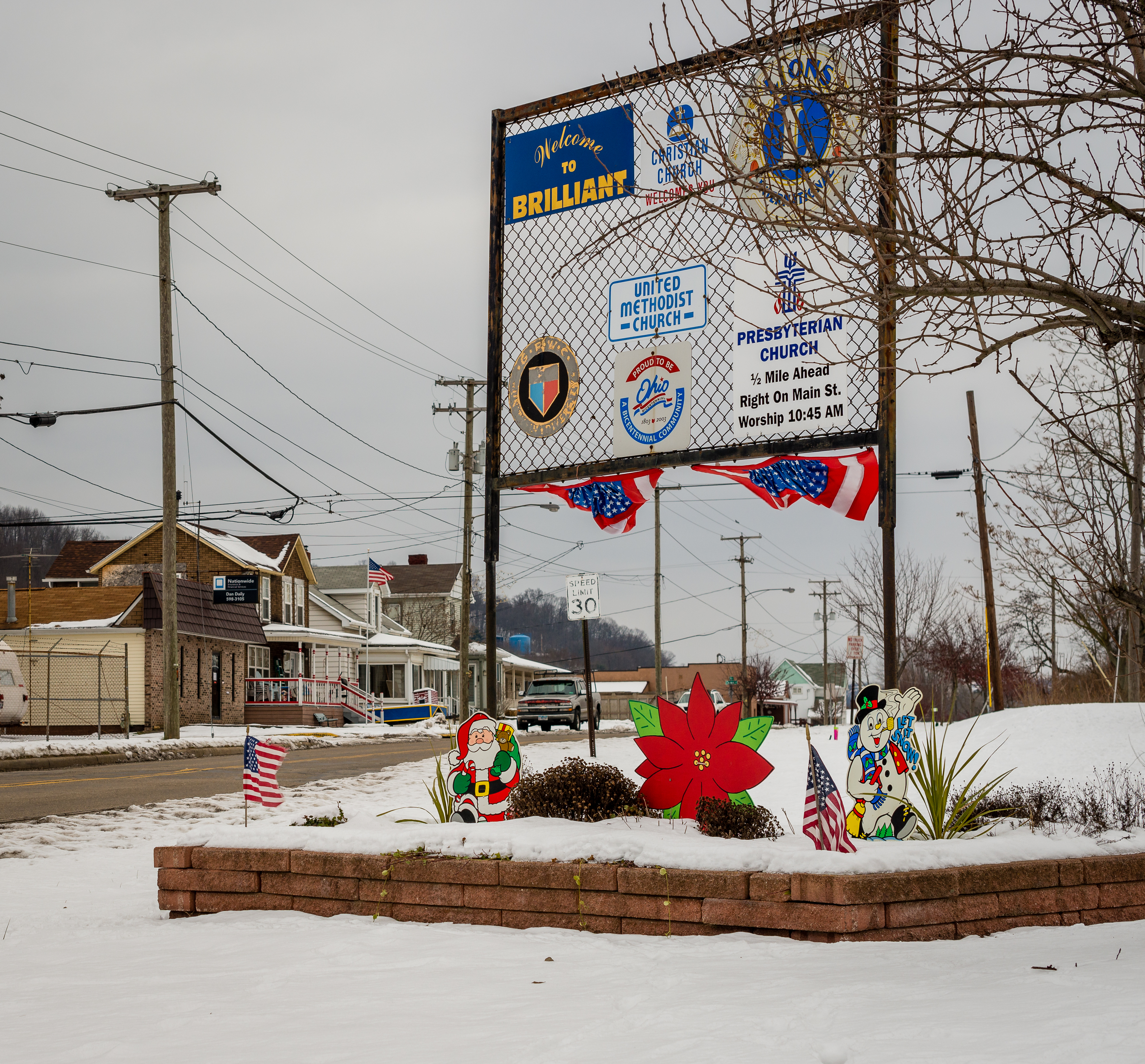
تابلو خوش‌آمد گویی بریلینت

بریلینت، اوهایو (انگلیسی: Brilliant, Ohio) بریلینت یک مکان تعیین شده برای سرشماری (CDP) و اجتماعی است در شرق شهر ولز، شهرستان جفرسون، ایالت اوهایو، در ایالات متحده که ثبت قانونی نشده‌است. اسم این مکان بعد از کارخانه شیشه سازی به نام آن نامگذاری شد. نام‌های قبلی آن عبارت بودند از پیتزبورگ و لاگرنج. کد پستی آن ۴۳۹۱۳ است. این شهر در مجاورت شاهراه ۷ایالتی واقع شده‌است. رودخانه اوهایو، در زیر آن و مینو جانکشن بالاتر از ریلند واقع شده‌است. این جامعه بخشی از منطقه آماری، WV-OH است.